# Црноухи пиринчев пацов
Црноухи пиринчев пацов или црноухи пиринчев хрчак (лат. Handleyomys melanotis, рус. Черноухий рисовый хомяк) је врста глодара из породице хрчкова (Cricetidae).

## Распрострањење
Мексико је једино познато природно станиште врсте.

## Станиште
Црноухи пиринчев пацов има станиште на копну.

## Угроженост
Ова врста није угрожена, и наведена је као последња брига, јер има широко распрострањење.

### Популациони тренд
Популациони тренд је за ову врсту непознат.